# ロゼオプロモーション
有限会社ロゼオプロモーション（英文名称:ROSEO PROMOTION　INC）は、日本の芸能プロダクションである。

## 概要
主にAV女優のマネジメントを手掛けている。

## 主な所属していたタレント
- Shelly
- 水野美香
- 有沢りさ
- 高瀬七海
- 優希まこと
- 辻本りょう
- 水城奈緒
- 宝生瑠璃